# Paris–Roubaix 1927

Georges Ronsse und Charles Pélissier an der Spitze des Pelotons

Das Eintagesrennen Paris–Roubaix 1927 war die 28. Austragung des Radsportklassikers und fand am Sonntag, den 17. April 1927, statt.
Das Rennen ging von Le Vésinet aus über 270 Kilometer. 123 Rennfahrer starteten, von denen sich 93 platzieren konnten. Der Sieger Georges Ronsse absolvierte das Rennen mit einer Durchschnittsgeschwindigkeit von 30,45 km/h.
Georges Ronsse fuhr an der Verpflegungsstation in Arras vorbei, ohne Essen oder Getränke aufzunehmen. Dadurch waren die anderen Fahrer gezwungen, ihm zu folgen. Einer Gruppe von 20 Fahrern gelang es, zu Ronsse aufzuschließen, von denen bei der Ankunft in Roubaix noch 16 übrig waren. Zunächst wurde der Franzose Joseph Curtel am Ziel auf der Avenue des Villas in Roubaix zum Sieger erklärt. Die Kapelle spielte schon die Marseillaise, um dessen Erfolg zu feiern, als die Kommissäre ihre Entscheidung revidierten und den Belgier Ronsse zum Sieger erklärten. Es kam zu lautstarken Protesten der Zuschauer sowie zu Schlägereien.